# Paulskirche (Kirchheimbolanden)
Die lutherische Paulskirche in Kirchheimbolanden ist eine Schlosskirche und nach dem Schloss das bedeutendste Bauwerk der Stadt. Nach außen wirkt sie eher unscheinbar.

## Kirchenbau
Mit dem Bau wurde im Jahr 1739 begonnen, also ein Jahr nach Einleitung des Schlossneubaus. 1744 war die Kirche in der Bauform einer Querkirche fertiggestellt.
Eine bauliche Doublette der Paulskirche wurde vom selben Hofarchitekten, Landesbaumeister Julius Ludwig Rothweil, als Hof- und Schlosskirche von 1707 bis 1713 in Weilburg gebaut. Eine Besonderheit weist die Paulskirche in Kirchheimbolanden insofern auf, als sie keinen Kirchturm und keine Glocken besitzt. Für das Glockenspiel ist eine andere Kirche in der Nähe zuständig, die Peterskirche. Während die Paulskirche äußerlich eher schlicht erscheint, wurde sie innen jedoch aufwändiger ausgestattet.

## Ausstattung

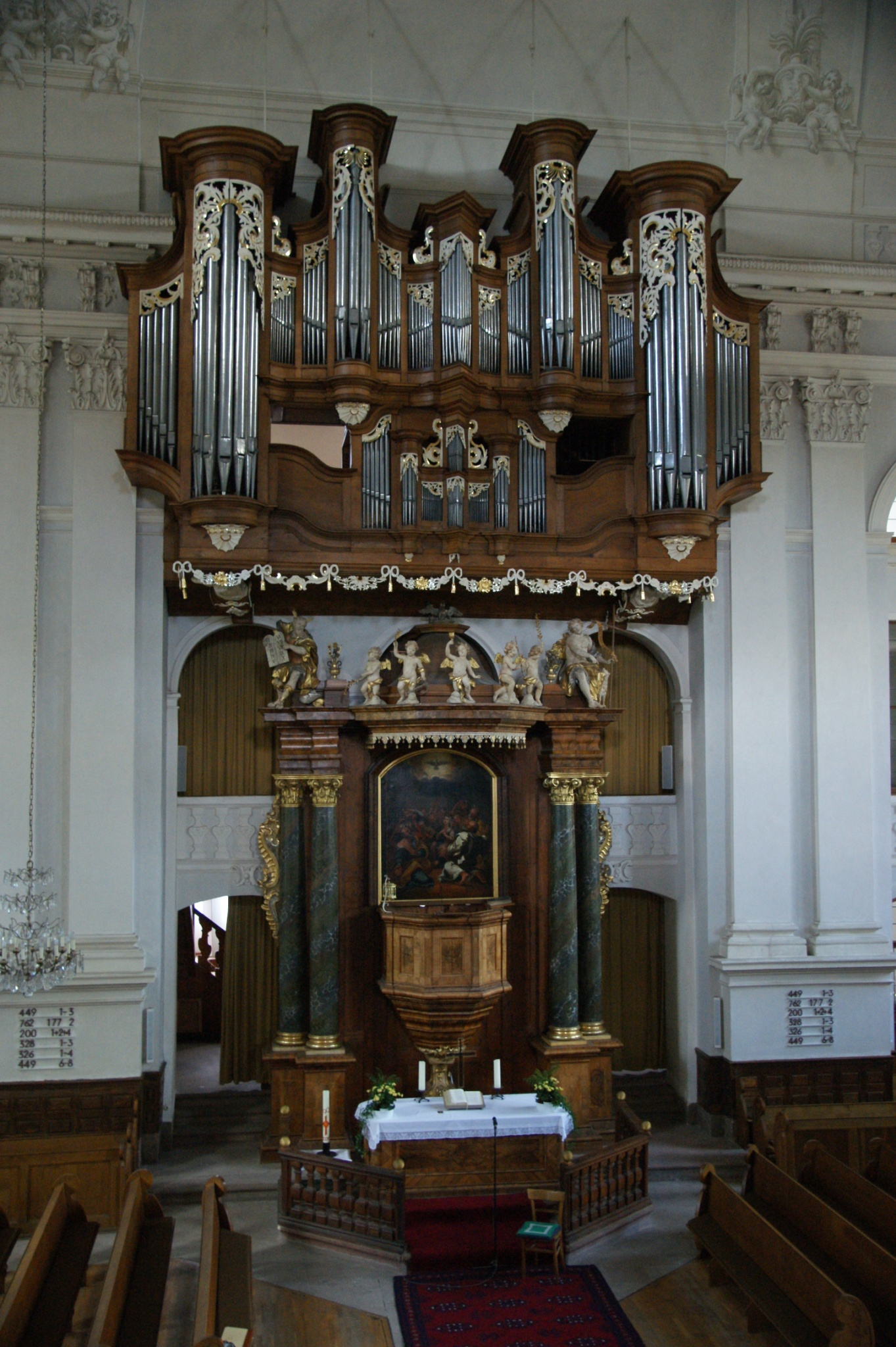
Prospekt der Mozartorgel

In der Neupfarrkirche befindet sich eine der wenigen in Rheinland-Pfalz erhaltenen Kanzeluhren.

### Orgel
Johann Michael Stumm erbaute 1745 für die Schlosskirche seine größte Orgel mit 36 Registern auf drei Manualen und Pedal. 1748 ergänzte er ein Glockenspiel. Auf einer Durchreise spielte Wolfgang Amadeus Mozart 1778 auf dem Instrument. Heute wird sie daher liebevoll Mozartorgel genannt.
1936 wurde durch G. F. Steinmeyer & Co. die originale mechanische Spieltraktur durch eine elektrische ersetzt und ein zweiter Spieltisch in der Fürstenloge installiert. Das Pedalwerk wurde um sieben Register ergänzt. Zwischen 1963 und 1966 Jahren fanden u. a. eine Erweiterung der Klaviaturumfänge, Änderungen an Windladen, Stimmung und Temperierung sowie eine teilweise Remechanisierung der Trakturen durch Firma Oberlinger statt. Dadurch verlor die Orgel erneut viel von ihrem originalen Charakter und es entstand ein „technisch und auch klanglich auf fatale Weise entstelltes Instrument, das nicht ansatzweise an das Original anknüpfen“ kann. Der zweite Spieltisch wurde dabei in den Kirchenraum gegenüber dem Altar umgesetzt. In den 2020er Jahren soll die in die Jahre gekommene Orgel grundlegend instand gesetzt und unpassende Eingriffe in die Originalsubstanz rückgängig gemacht werden. Heute hat die Orgel 46 Register auf drei Manualen und Pedal. Die Disposition lautet:
| I Unterwerk C–g3 |                 |       |
| 1.               | Gedackt         | 8′    |
| 2.               | Flaut travers D | 8′    |
| 3.               | Principal       | 4′    |
| 4.               | Rohrflöt        | 4′    |
| 5.               | Octave          | 2′    |
| 6.               | Solicinal       | 2′-4′ |
| 7.               | Quint           | 1 ⁄3′ |
| 8.               | Mixtur III      | 1′    |
| 9.               | Krummhorn       | 8′    |
| 10.              | Vox humana      | 8′    |
|                  | Tremulant       |       |

| II Hauptwerk C–g3 |                 |        |
| 11.               | Großgedackt     | 16′    |
| 12.               | Principal       | 8′     |
| 13.               | Viol di Gamba   | 8′     |
| 14.               | Quintatön       | 8′     |
| 15.               | Groß Hohlpfeiff | 8′     |
| 16.               | Octav           | 4′     |
| 17.               | Solicinal       | 4′     |
| 18.               | Groß Flöte      | 4′     |
| 19.               | Quint           | 3′     |
| 20.               | Superoctav      | 2′     |
| 21.               | Terz            | 1 3⁄5′ |
| 22.               | Cornett IV D    | 4′     |
| 23.               | Mixtur IV       |        |
| 24.               | Cymbel V        |        |
| 25.               | Trompet         | 8′     |
|                   | Tremulant       |        |

| III Echowerk C–g3 |               |       |
| 26.               | Hohlpfeiff    | 8′    |
| 27.               | Solicinal D   | 8′    |
| 28.               | Rohrflöt      | 4′    |
| 29.               | Octav         | 2′    |
| 30.               | Solicinal     | 2′-4′ |
| 31.               | Quint         | 1 ⁄2′ |
| 32.               | Cymbel IV     |       |
| 33.               | Krummhorn B   | 8′    |
|                   | und Trompet D | 8′    |
| 34.               | Vox humana    | 8′    |
|                   | Tremulant     |       |
|                   | Glockenspiel  |       |

| Pedal C–f1 |              |     |
| 35.        | Untersatz    | 32′ |
| 36.        | Principal    | 16′ |
| 37.        | Subbass      | 16′ |
| 38.        | Principal    | 8′  |
| 39.        | Octav        | 8′  |
| 40.        | Quint        | 6′  |
| 41.        | Octav        | 4′  |
| 42.        | Mixtur IV    | 2′  |
| 43.        | Posaune      | 16′ |
| 44.        | Trompet      | 8′  |
| 45.        | Clairon      | 4′  |
| 46.        | Vox angelica | 2′  |
|            | Tremulant    |     |

- Koppeln: I/II, III/II, I/P, II/P, III/P
- Spielhilfen: drei freie Kombinationen, eine freie Pedalkombination, drei feste Kombinationen